# Suda

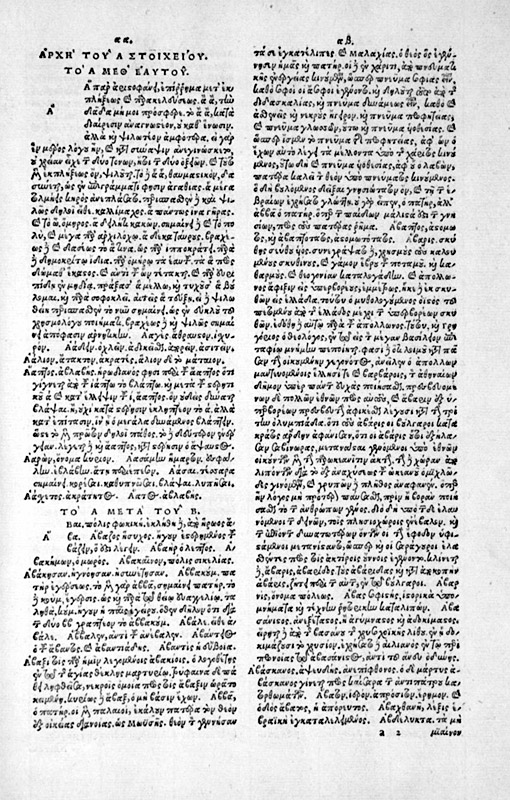
De eerste pagina van een (oude) druk van de Suda, met de secties AA en AB

De Suda (Grieks ἡ Σοῦδα) is de titel van een circa 30.000 artikelen tellend Grieks lexicon dat uit de middeleeuwen bewaard is gebleven. Het werd rond het einde van de tiende eeuw door Byzantijnse geleerden samengesteld uit historische en culturele bronnen van lexicografische en encyclopedische aard. 
De bedoeling van het werk was het in compacte vorm conserveren van de gehele kennis zoals die tot dan toe verzameld was. De Suda houdt dan ook het midden tussen een encyclopedie en een woordenboek, en de lemmata variëren in grootte, van één enkele woordverklaring tot uitgebreide biografieën en samenvattingen van boeken.
De Suda is belangrijk voor kennis van de Griekse taal en letterkunde, onder meer door de citaten en de relatief uitvoerige biografische gegevens over personen als auteurs en keizers uit de klassieke oudheid. Ook is het lexicon waardevol voor taalkundig onderzoek en als bron van citaten uit schrijvers die anders verloren zouden zijn geweest.
Vanaf de 12e eeuw tot ca. 1930 werd de titel foutief geïnterpreteerd en beschouwd als afkomstig van de auteur Suidas. De betekenis van de titel Suda is niet geheel duidelijk; men denkt aan een Latijns leenwoord dat fort zou betekenen (als in "bastion van kennis"), maar deze verklaring is omstreden. Een andere betekenis wordt gevonden in het Byzantijns Griekse woord voor ‘magazijn’, een opslagplaats voor wetenswaardigheden dus.